# Bagliettoa baldensis
Bagliettoa baldensis är en lavart som först beskrevs av A. Massal., och fick sitt nu gällande namn av Vezda. Bagliettoa baldensis ingår i släktet Bagliettoa och familjen Verrucariaceae.  Arten är reproducerande i Sverige. Inga underarter finns listade i Catalogue of Life.